# Rolf Rosenthal
Rudolf „Rolf“ Rosenthal (* 22. Januar 1911 in Braunschweig; † 3. Mai 1947 in Hameln) war ein deutscher Gynäkologe und als Mitglied der SS zuletzt im Rang eines SS-Obersturmführers in mehreren Konzentrationslagern tätig. Er wurde 1947 zum Tode verurteilt und hingerichtet.

## Leben
Rosenthal wuchs ohne Eltern auf, sein Vater war zum Jahreswechsel 1913/14 auf See verschollen (andere Quelle: 1912/1913). Warum er nicht bei seiner Mutter lebte – dies wäre nach Aktenlage zumindest bis 1943 möglich gewesen –, wird nicht deutlich.
Bereits 1928 sei er nach eigenen Angaben „aus Spaß an dem Pfadfindercharakter“ in die Hitlerjugend eingetreten, wo er vom 1. März bis zum 30. Mai 1928 als Mitglied geführt wurde. Zum 1. Februar 1929 trat er der NSDAP bei (Mitgliedsnummer 112.187) und vom 1. Juni 1928 bis 28. Februar 1932 war er in der SA. Seit 1. März 1932 war er Mitglied der SS (SS-Nummer 31.442).
Im April 1936 unterbrach er sein Studium für ein Jahr und ging zur Kriegsmarine; dazu musste er offiziell die Partei und die SS verlassen. Im Frühjahr 1937 bekam er wegen fehlender Disziplin Schwierigkeiten mit den Vorgesetzten und kehrte an die Universität zurück, wo er seinen Abschluss machte. Danach absolvierte Rosenthal verschiedene Praktika und bekam eine Assistentenstelle. Mit der Generalmobilmachung im Oktober 1939 ging er wieder zurück zur Kriegsmarine.
Seine medizinische Ausbildung beendete er im Jahr 1940. Im März 1941 wurde Rosenthal von der SS nach Hamburg einberufen, erschien dort aber nicht. Daraufhin wurde er verhaftet und in Polen eingesetzt.

## KZ Ravensbrück
Nach mehreren Standortwechseln, jeweils aufgrund von Disziplinarschwierigkeiten, unter anderem im KZ Sachsenhausen, kam Rosenthal als Lagerarzt im Januar 1942 ins Frauen-KZ Ravensbrück. Er sagte aus, dass er versucht habe, sich der Versetzung zu widersetzen, aber man habe mit der Verhaftung seiner Familie gedroht, wenn er sich weigere, nach Ravensbrück zu gehen.
Gleichzeitig sei ihm versprochen worden, dass er dort nur sechs Monate Dienst tun müsse, was sich aber als unwahr herausgestellt habe (vgl. hierzu gleichlautende Aussagen von Gerhard Schiedlausky und Percival Treite).
So kam Rosenthal als Ersatz für die Frauenärztin Gerda Weyand nach Ravensbrück, wo er neben Herta Oberheuser arbeitete. Sein Vorgesetzter war Walter Sonntag.
Rosenthal wurde am 22. Juli 1943 in Untersuchungshaft genommen. Er musste Ravensbrück verlassen und wurde nunmehr als Häftling ins KZ Sachsenhausen gebracht. Die Anklageverfügung erfolgte am 4. November 1943 und am 13. Dezember 1943 trat das Feldgericht des SS- und Polizeigerichts III Berlin in Ravensbrück zusammen.
Einer der Anklagepunkte war, dass Rosenthal mit dem weiblichen Häftling Gerda Ganzer ein Verhältnis habe und bei ihr eine Abtreibung vorgenommen habe. Als strafverschärfend galt sein „hartnäckiges Leugnen“ und seine Weigerung, den „wiederholten Ermahnungen des Gerichts, endlich ein offenes und männliches Geständnis abzulegen“, nachzukommen.
Rosenthal wurde „wegen fortgesetzten militärischen Ungehorsams, Abtreibung, Verletzung der Obhutspflicht und Urkundenfälschung zu einer Gesamtstrafe“ von achteinhalb Jahren Zuchthaus verurteilt. Weiterhin verlor er für neun Jahre die bürgerlichen Ehrenrechte, galt als wehrunwürdig und wurde aus der SS ausgeschlossen.
Am 20. Juni 1944 wurde das Urteil revidiert. Die Strafe wurde auf sechs Jahre Zuchthaus und sechs Jahre Ehrverlust herabgesetzt. Er blieb aus der SS ausgeschlossen.
Nach Kriegsende war er für zehn Tage auf freiem Fuß, bevor ihn die deutsche Polizei am 16. Juni 1945 wegen seiner Zugehörigkeit zur Waffen-SS verhaftete.

## Ravensbrück-Prozess
Während des Prozesses beschrieben Zeuginnen die Rolle von Rosenthal im Frauen-KZ Ravensbrück folgendermaßen: Wer aus politischen Gründen verhaftet worden war und von ihm untersucht wurde, hatte trotz Krankheit keine Chance, ins Revier aufgenommen zu werden. Er ließ solche Frauen sofort aus dem Revier werfen und verweigerte ihnen jede Hilfe.
Er selbst behauptete von sich, ein „Antinazi“ gewesen zu sein, was den Aussagen der Zeuginnen widersprach. Er sei immer nur überall „hineingerutscht“, obwohl er sich immer wieder geweigert habe. Im Prozess berichtete er als scheinbar Außenstehender über die Zustände im Lager. Er selbst habe diese Zustände nicht beseitigen können, obwohl er es versucht habe. Er gab zu, im Sommer 1942 an einigen experimentellen Operationen (siehe Menschenversuche in nationalsozialistischen Konzentrationslagern) als Assistent teilgenommen zu haben.
Immerhin machte Rosenthal das Zugeständnis, dass er vielleicht bei der Auswahl von „Versuchskaninchen“ beteiligt gewesen sei, ohne zu wissen, worum es sich gehandelt habe.
Rosenthals Verteidiger versuchte, mit Briefauszügen und den Aussagen der Ehefrau Rosenthals dessen starke Abneigung gegen den Nationalsozialismus zu beweisen. Diese, Dorothea Rosenthal, selbst Ärztin, bestätigte die Richtigkeit zweier Briefe ihres Mannes aus dem Jahr 1942, die ihr die Verteidigung vorlegte. Auszüge:

„… Ein Jahr schwerster Überwindung liegt hinter mir und ich weiß nicht, ob ich noch eins ertragen kann. Ich hasse den Nazismus heute wie die Pest. Er hat uns und dem deutschen Volke nur Unglück gebracht …“

„… Alle Häftlinge, ob Männer oder Frauen, stehen hinter mir wie ein Mann. Alles läuft hier mit Waffen herum. Nur ich gehe auch nachts ohne Waffen durch das Lager und habe keine Angst, dass mir etwas geschieht, denn ich bin menschlich zu den Häftlingen gewesen, wie es alle tun sollten. Die meiste Angst macht mir die Dummheit der SS-Sippe! So etwas will die Welt beherrschen …“

Die britischen Ankläger vor Gericht fassten zusammen, dass Rosenthal Arzt sei und dass er mit seinen Aussagen klar gezeigt habe, dass er zum Mittäter wurde. Er habe in Zusammenarbeit mit Gerhard Schiedlausky die Sulfonamid-Experimente durchgeführt, Injektionen verabreicht, an Zwangssterilisationen und Kindstötungen teilgenommen. Dabei habe er die ganze Zeit gewusst, was im Namen der Medizin dort wirklich passiert sei, ohne sich dagegen zu stellen.
Rosenthal wurde am 3. Februar 1947 im ersten der sieben Hamburger Ravensbrück-Prozesse zum Tode verurteilt. Für ihn wurden mehrere Gnadengesuche gestellt, unter anderem von seiner Ehefrau und einem Pfarrer, mit der Begründung, er sei ein guter Mensch und Arzt und damit nicht verantwortlich. Der Pfarrer (wohl Gefängnispfarrer) berichtete, dass Rosenthal als tief religiöser Mensch immer mehr in Opposition zur SS geraten sei.
Das Urteil wurde am 31. März 1947 bestätigt. Er kam am 3. Februar 1947 vom Gerichtsgefängnis Altona ins Zuchthaus Justizvollzugsanstalt Fuhlsbüttel, von dort am 2. Mai 1947 ins Zuchthaus Hameln, wo er einen Tag später um 9:37 Uhr hingerichtet wurde.